# 류승국
류승국(柳承國, 1934년 10월 1일 ~ 2013년 9월 21일)은 대한민국의 제7대 병무청장을 지낸 군인이다.

## 학력
- 1957년 대한민국 육군사관학교 제13기 문학사 졸업
- 1961년 서울대학교 국어국문학과 학사 졸업
- 1962년 대한민국 육군고급부관학교 졸업
- 1963년 대한민국 육군기갑학교 졸업
- 1964년 대한민국 육군보병학교 졸업
- 1965년 대한민국 육군정훈학교 졸업
- 1966년 대한민국 육군공병학교 졸업
- 1967년 대한민국 육군통신학교 졸업
- 1968년 대한민국 육군화공학교 졸업
- 1971년 대한민국 육군포병학교 졸업

## 경력
- 1968년 베트남전쟁 참전(맹호부대)
- 1977년 수도군단 작전참모
- 1978년 서울대학교 학군단장
- 1979년 육군본부 인사관리처장
- 1981년 보병 제17사단장
- 1984년 육군 제1군단장
- 1986년 합동참모본부 본부장
- 1989년 4월 3일 ~ 1990년 12월 27일 병무청장
- 1990년 한국마사회 회장

## 상훈
- 보국훈장 국선∙천수∙삼일장
- 페루무공십자훈장
- 이탈리아공로훈장
- 국립대전현충원 장군 제2묘역 261호에 안장하여 추모하고 있다.

## 참고
- 국립대전현충원 공훈록[깨진 링크(과거 내용 찾기)]

| 전임 박명철 | 제7대 병무청장 1989년 4월 3일 ~ 1990년 12월 27일 | 후임 이대희 |